# Stefan Hula (1947–2025)
Stefan Marian Hulaⓘ (ur. 12 września 1947 w Szczyrku, zm. 29 marca  2025 tamże) – polski kombinator norweski, brązowy medalista mistrzostw świata. Ojciec Stefana – skoczka narciarskiego.

## Kariera
W 1970 roku wystąpił na mistrzostwach świata w Wysokich Tatrach, zajmując 13. miejsce w skokach, ale na trasie biegu stracił kilka pozycji i rywalizację ukończył poza czołową dwudziestką. Dwa lata później brał udział w igrzyskach olimpijskich w Sapporo, uzyskując 21. wynik na trasie biegu i osiemnasty na skoczni, co dało mu siedemnaste miejsce w całych zawodach.
Największy sukces w swojej karierze osiągnął na mistrzostwach świata w Falun w 1974 roku, gdzie zdobył brązowy medal. Hula zwyciężył w konkursie skoków, jednak w biegu stracił dwie pozycje i zdobył ostatecznie brązowy medal. Wyprzedzili go tylko dwaj reprezentanci NRD: zwycięzca Ulrich Wehling oraz srebrny medalista Günter Deckert. Czwartego w zawodach Hansa Hartleba z NRD Polak wyprzedził o zaledwie 0,31 punktu. Ostatni występ na arenie międzynarodowej zanotował w 1976 roku, podczas igrzysk olimpijskich w Innsbrucku. W skokach był szósty, jednak w biegu uzyskał dopiero 26. czas i rywalizację ukończył na szesnastej pozycji.
Ponadto był mistrzem Polski w 1973 roku oraz wicemistrzem dwa lata wcześniej. Zdobył też wicemistrzostwo Polski w skokach na średniej skoczni w 1976 roku. W 1971 roku wyrównał, a dwa lata później pobił rekord skoczni w Wiśle-Malince (uzyskał wówczas 93 m).
Po zakończeniu w 1978 roku kariery zawodniczej został trenerem. Mieszkał w Szczyrku. Rodzice – Józef i Julia Fiedor; żonaty, czworo dzieci: Przemysław, Katarzyna, Magdalena – saneczkarka i Stefan – skoczek, reprezentant Polski i olimpijczyk.

## Osiągnięcia

### Igrzyska olimpijskie
| Miejsce | Dzień    | Rok  | Miejscowość | Konkurencja              | Wynik zwycięzcy | Strata     | Zwycięzca      |
| ------- | -------- | ---- | ----------- | ------------------------ | --------------- | ---------- | -------------- |
| 17.     | 5 lutego | 1972 | Sapporo     | Indywidualnie K-90/15 km | 413,340 pkt     | 42,815 pkt | Ulrich Wehling |
| 16.     | 9 lutego | 1976 | Innsbruck   | Indywidualnie K-90/15 km | 423,39 pkt      | 40,51 pkt  | Ulrich Wehling |

### Mistrzostwa świata
| Miejsce | Dzień     | Rok  | Miejscowość   | Konkurencja              | Wynik zwycięzcy | Strata   | Zwycięzca      |
| ------- | --------- | ---- | ------------- | ------------------------ | --------------- | -------- | -------------- |
| ?       | 14 lutego | 1970 | Wysokie Tatry | Indywidualnie K-90/15 km | 410,50 pkt      | ?        | Ladislav Rygl  |
| 3.      | 19 lutego | 1974 | Falun         | Indywidualnie K-90/15 km | 421,14 pkt      | 3,21 pkt | Ulrich Wehling |